# Лев Горн
Лев Горн (на руски: Лев Горенс; 1971 в Ставропол) е руско-американски актьор, фотограф и художник.

## Биография
Лев Горенс е роден през 1971 г. в Ставропол, Южна Русия, в еврейско семейство. Неговият дядо, който е бил художник и скулптор, го запознава с изкуството в ранна възраст. През 1981 г. семейството му емигрира в Съединените щати и се установява в Бруклин, където Горен посещава йешива за една година и след това художествено училище в Манхатън. По време на програма за обмен в Уелс той се появява в пиеса за първи път.
По-късно Горн работи предимно като фотограф. Освен портретна фотография, работи и с художествени монтажи и колажи.
От 2000 г. участва във филмови и телевизионни продукции. През 2003 г. той играе ролята на дилъра на наркотици Итън Бен-Елийзър в шест епизода на телевизионния сериал The Wire. Става международно известен предимно с ролята си на дипломат Аркадий Иванович Зотов в телевизионния сериал „Американците“, който играе в 51 епизода от 2013 до 2018 г. В третия сезон на драматичния сериал За цялото човечество, Горн играе ролята на Григорий Кузнецов през 2022 г.
През 2008 г. режисира два късометражни филма, за които пише и сценария.
Горн живее в Ню Йорк.